# Turn-On
Turn-Onは、1969年2月にアメリカン・ブロードキャスティング・カンパニーで放送されたアメリカ合衆国のスケッチ・コメディ番組である。毎週放送する予定で始まったが、第1回が放送された直後に打ち切られたため、テレビの歴史の中でも最低の番組の一つとして知られている。

## 背景
この番組は、1968年からNBCで放送され好評を得ていたスケッチ・コメディ番組『ラフ・イン』のプロデューサーであるエド・フレンドリーとジョージ・シュラッターが制作した。
シュラッターはスケッチ・コメディ番組から司会者をなくし、大量のコントが機関銃のように繰り出される番組を作りたいと考えていた。同じ構想を持つディグビー・ウルフと組み、各局に番組制作を提案したが、司会者がいない、という企画はなかなか理解を得られなかった。1967年にNBCに話を持ちかけた際にも、NBC側が「司会者は必要」と主張したため、既にNBCから声のかかっていたコメディアンのダン・ローワンとディック・マーティンを司会に起用することにした。こうして作られたのが『ラフ・イン』である。
『ラフ・イン』は人気を集めたが、制作側が提案したコントをダン・ローワンが拒絶することもあり、シュラッターは当初の構想通りの番組を別に作りたい、という思いを強くしていた。新番組のパイロット版を作り、NBCとCBSに持ち込んだが、NBCからは「面白くない」、CBSからは「映像の切り替わりが速く、番組を見せたところ何人か体調を崩した者がいた」と断られた。最終的には、ABCと13週間放送するという契約を結んだ。番組名は『Turn-On』に決まった。

## 制作
『Turn-On』ではギャグの連発に重点が置かれ、30分番組に300のギャグが盛り込まれた。内容も人権や反戦運動を絡めた笑いを扱った『ラフ・イン』とは異なり、『Turn-On』は主に性的な状況を笑いの対象としていた。第1回には画面上の男女の周囲に「SEX」の文字がちらつく、という場面があり、このコントに最長の時間が割かれていた。
番組の制作にはコンピュータが多用された。BGMはモーグ・シンセサイザーで演奏した曲が使われ、白や黒の背景以外には何もセットがなかった。現場に笑い屋を入れて収録するようなことはせず、笑い声は後からコンピュータ処理で追加されていた。番組は16mmフィルムに収録され、実写にアニメ絵を重ねることもできるようになっていた。画面を漫画のコマ割りのように2つや4つに分割し、コマ毎に別の画像を映し出したりすることもできた。番組の開始時や終了時に入れることが普通だったクレジットも、番組中のどの場面に挿入することもできた。
制作にかかわった14人の構成作家は平均年齢30歳未満とみな若く、全くの新人も加わっていた。中には当時22歳だったアルバート・ブルックスもいた。
制作中は番組の内容は秘密にされ、ディグビー・ウルフはこの番組を、「アニメーションやビデオテープ、ストップモーション・アニメーション映像、電子的な歪み、コンピュータグラフィックなどを通じて、視覚と感覚へコミカルな刺激を与えるものである」と説明していた。

## 放送
第1回は1969年2月5日の午後8時30分（東部標準時）に放送された。出演者は、テレサ・グレイヴス、ディズニー作品やハンナ・バーベラ作品への出演で知られる歌手兼声優のハミルトン・キャンプ、子供向け番組の司会者としても知られる性格俳優兼声優のチャック・マッキャンであり、ゲスト司会者はティム・コンウェイが務めた。この時間帯は1月までソープオペラ『ペイトンプレイス物語』を放送していたが、2月からこの曜日は放送しないことになり、後番組となったのが『Turn-On』であった。しかしこの新番組は、各地で騒動を引き起こした。
番組が進み、「SEX」のコントが流れたあたりから、ABCには視聴者から多数の電話がかかり始めた。電話の内容は番組の批判が369件あったほか、『ペイトンプレイス物語』を放送しないことに対する苦情も85件あり、好意的な電話は20件にすぎなかった。アーカンソー州リトルロックのKATVは番組の内容に難色を示しつつも放送を決定した結果、視聴者から抗議の電話が殺到した。
事前に内容を確認した結果、この番組を放送しないと決めた局もあった。コロラド州デンバーのKBTVは「大多数の視聴者の神経を逆なでしかねない」として、番組を放送しなかった。放送はしたものの、途中でやめ、別の内容を放送した局もあった。オハイオ州クリーヴランドのWEWS-TVはABCに「あなたのところの悪戯坊主たちが壁に汚い言葉を書かずにいられないようであれば、我々の壁を使わせないでください」と抗議の電報を送り、もうこの番組は放送しないと通告した。地方局は同様の判断を行った局が多く、ABC加盟局の半数にあたる75局がもうこの番組を放送しないと決定した。
ゲスト司会者であるティム・コンウェイは「第1回を放送中に番組が打ち切られたため、出演者やスタッフが全米放送開始を祝って開いていたパーティーは、そのままお別れパーティーの場になってしまった」と振り返っている。

## 打ち切り
放送翌日、2月6日付各紙の番組評も厳しいものであった。AP通信のシンシア・ローリーは「形式に修正はあるものの、『ラフ・イン』のコピー」とし、ニューヨーク・タイムズのジャック・グールドもその『ラフ・イン』と比較して「1時間番組の『ラフ・イン』と比べると、時間も半分なら質も半分だ」と評した。UPIのリック・ドゥブローは司会者なしでの進行やコンピュータの活用を取り上げ、人間不在の番組作りに懸念を示した。
2月12日に放送が予定されていた第2回にはロバート・カルプが当時の妻フランス・ニュイエンと出演する予定だったが、2月7日にABCはTurn-Onの放送を休止することを明らかにし、2月12日に放送される予定だった分については"ABC Wednesday Night Movie"として映画『オスカー』を30分繰り上げて放送することを決定した。ABCは番組の今後の方向性について、制作会社やスポンサーと週末に再検討する、とした。
そして、2月10日、ABCは番組の打ち切りを正式に発表した。3月に次の番組が始まるまでの間、『Turn-On』が予定されていた時間帯は映画や特別番組が放送される対応がなされた。シュラッターら制作陣は、番組は実験的な試みだったのだとし、打ち切りはABCや加盟局、一部の視聴者の側に問題があったとした。一方ABCの幹部は、スマザーズ・ブラザーズやディーン・マーティンの番組や『ラフ・イン』も議論になりそうな内容だが、こんな騒ぎにはなっていないと指摘し、『Turn-On』は単に面白くなかったのが問題だったと反論した。

## 打ち切り後
その後『Turn-On』が放送されていた枠には、 1966年に放送を終了した『The King Family Show』が放送再開という形で割り当てられた。再開にあたりノーマン・リアーの脚本でパイロット版が作られたが、メインキャラクターであるアーチー・バンカーが口汚い頑固親父という設定で書かれていたため、"Turn-On"の二の舞を恐れたABCによって却下された。この没になった脚本をCBSは気に入り、1971年にはこの脚本を基にして『All in the Family』として放送した。
また、"Turn-On"に出演していたテレサ・グレイヴスは、この年の秋から『ラフ・イン』のレギュラーになった。
バート・アンドリュースは1980年に書いたThe Worst TV Shows Everという本の中で、「Turn-Onは『ラフ・イン』のもともとのコンセプトを忠実に再現した」と評価した。
2008年、コンウェイはPBSの"Pioneers Of Television"という番組の中で、"Turn-On"が時代を先取りしすぎたとし、「番組放送から時がたった現在の視聴者は、当時と同じような思いをするかどうかわからない」と述べた。
『Turn-On』同様に、連続番組が初回で打ち切りになる例はその後も発生し、1979年にはCBSがシットコム『Co-Ed Fever』を初回放送後に打ち切った。1992年にはオーストラリアのナイン・ネットワークが放送した『Australia's Naughtiest Home Videos』が、第一回の放送途中で打ち切られ、キー局側が第一回の途中で放送を打ち切った点で『Turn-On』の記録を更新した。視聴率が短時間で測定できる時代になると、初回で放送が打ち切られることは珍しいことではなくなったが、『Turn-On』はテレビ史の記録に残り、2002年にはTV Guideの「史上最悪のテレビ番組ワースト50」（50 Worst TV Shows of All Time）で第27位に挙げられた。2004年出版のWhat Were They Thinking?: The 100 Dumbest Events in Television Historyでも第25位にランクインしている。